# Ulica Ordynacka w Warszawie

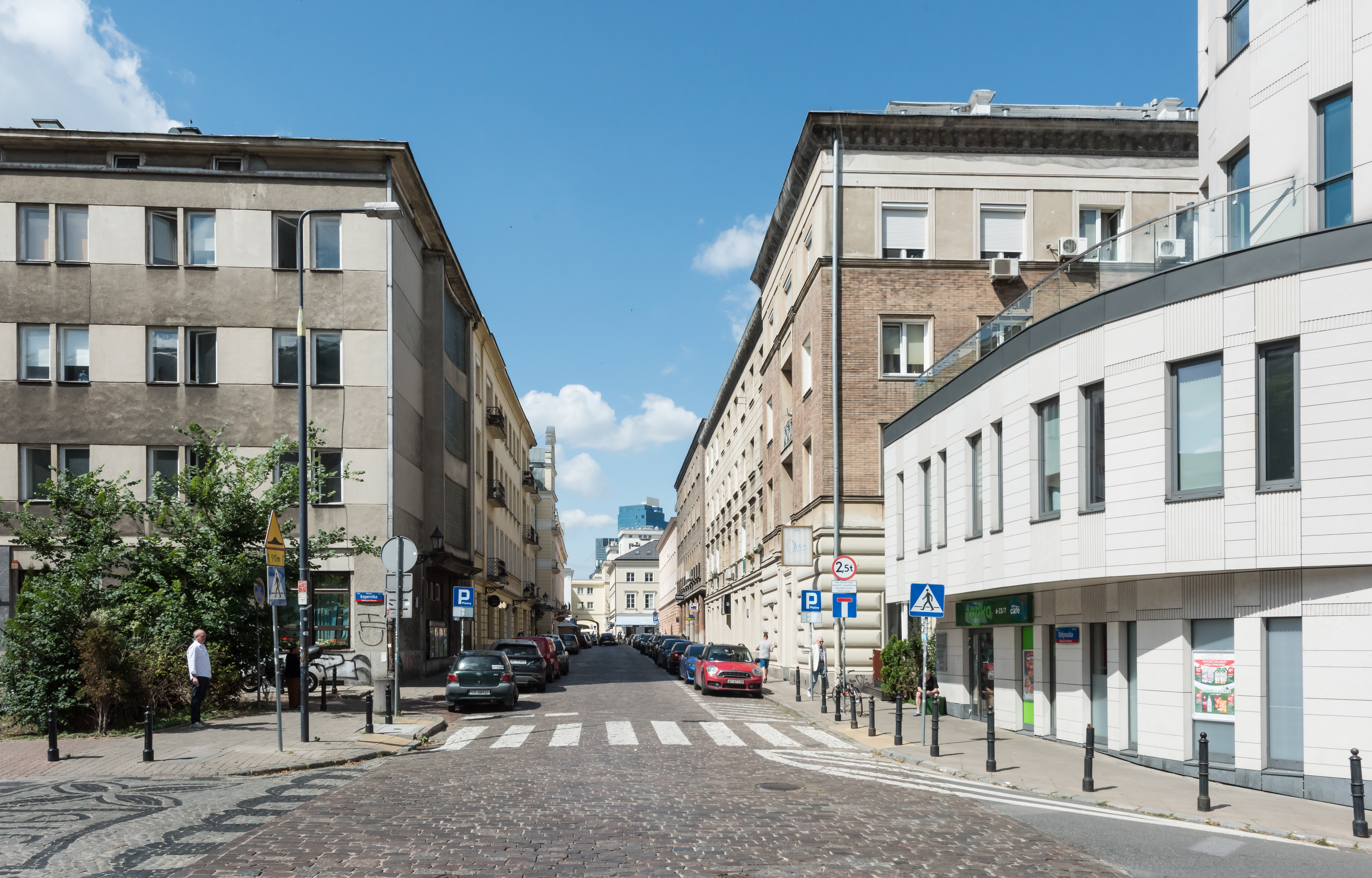
Ulica Ordynacka przy ul. Mikołaja Kopernika (2024)

Ulica Ordynacka – ulica w dzielnicy Śródmieście w Warszawie.

## Opis
Do XVII wieku tereny, przez które przebiega ulica, były nazywane Kałęczynem.
Pierwotnie była to droga, prowadząca przez włókę Szpitala św. Ducha od Nowego Światu do pałacu ordynatów Ostrogskich. Była osią niezrealizowanego rozległego założenia pałacowego zaprojektowanego ok. 1680 roku przez Tylmana z Gameren dla Jana Krzysztofa Gnińskiego. Po śmierci Gnińskiego zrealizowano tylko jeden pawilon (Zamek Ostrogskich).
W 1725 teren ten został zakupiony przez ordynata Michała Zdzisława Zamoyskiego. W 1739 roku jego syn Jan Jakub Zamoyski założył tam jurydykę Ordynacką. Jej główną ulicę stanowiła ulica Ordynacka.
Nazwa ulicy, nawiązująca do nazwy jurydyki, została oficjalnie zatwierdzona w 1770 roku.
W 1820 roku na posesji przy ul. Nowy Świat 64 rozbudowano dawne targowisko „na Sułkowskiem”, nazywane także „na Ordynackiem”. Na targowisku, które funkcjonowało do początku II wojny światowej, handlowano głównie artykułami spożywczymi. Po 1880 roku ulica została zabudowana kamienicami. W latach 1882–1883 na rogu ul. Okólnik wniesiono gmach pierwszego stałego cyrku w Warszawie z widownią dla ok. 3 tys. osób. W latach 1882–1884 przy ulicy wniesiono dom dla Zgromadzenia Sióstr Miłosierdzia św. Wincentego a Paulo, do którego w latach 1899–1900 dobudowano kaplicę.
W latach 1913−1915 perspektywę ulicy w kierunku wschodnim zamknęło nowego skrzydło Konserwatorium Muzycznego. Przy ulicy, z wyjątkiem kamienic sąsiadujących z ul. Nowy Świat, działało niewiele sklepów. W okresie międzywojennym miała tam siedzibę m.in. produkująca maszyny spółka „Rzewuski i S-ka” (w 1938 roku zatrudniała ok. 130 osób).
W czasie obrony Warszawy we wrześniu 1939 roku Niemcy zbombardowali gmach cyrku. Zniszczeniu uległo również wiele kamienic.
Podczas powstania warszawskiego, od 5 sierpnia 1944 roku, ulica znajdowała się na terenie kontrolowanym przez powstańców z Grupy Bojowej „Krybar”. Na ulicy Nowy Świat, na osi ulic Ordynackiej i Wareckiej, zbudowano barykadę, osłaniającą główne przejście między Śródmieściem i Powiślem. Barykady powstały także przy wylocie ulicy, przy ul. Kopernika oraz przy schodach na ul. Tamka. W pierwszych dniach września 1944 roku ulica stała się jedną z dwóch głównych dróg odwrotu polskich oddziałów i ewakuacji ludności cywilnej z zajmowanego przez Niemców Powiśla. 6 września 1944 roku w wyniku nalotów Luftwaffe zginęło wiele osób cywilnych na terenie dawnego cyrku i kilkudziesięciu powstańców w gmachu Konserwatorium; Niemcy zaczęli także ostrzeliwać ulicę z broni maszynowej z okien zdobytych wysokich kamienic przy ul. Tamka. Tego dnia rozbite polskie oddziały wycofały się z Powiśla na nową linię obrony wzdłuż ulicy Nowy Świat.
W latach 1950–1953 odbudowano odcinek ulicy przy Nowym Świecie, a ok. 1960 roku dalszy, po stronie parzystej. Rozebrano wtedy ruiny przylegającego do Zamku Ostrogskich skrzydła Konserwatorium Muzycznego, zabudowania Zgromadzenia Sióstr Miłosierdzia św. Wincentego a Paulo oraz ruiny gmachu cyrku, na miejscu którego w latach 1959–1966 powstał budynek Państwowej Wyższej Szkoły Muzycznej.

## Ważniejsze obiekty
- Zamek Ostrogskich
- Narodowy Instytut Fryderyka Chopina
- Uniwersytet Muzyczny Fryderyka Chopina
- Kamienica Ordynacka

## Obiekty nieistniejące
- Cyrk Braci Staniewskich

## Inne informacje
Do nazwy ulicy nawiązuje nazwa Stowarzyszenia „Ordynacka”.